# 帕斯卡尔·帕佩
帕斯卡尔·帕佩（法語：Pascal Papé；1980年10月5日—）是一位法國橄欖球運動員。他是法國國家橄欖球隊的一員，代表法國參加了2015年世界盃橄欖球賽。